# Liste von Flughafenprojekten
Dies ist eine Liste von Flughafenprojekten, d. h. von neuen zivilen Flughäfen, die sich in der Projekt-, Planungs- oder Bauphase befinden. Nicht realisierte Flughafenprojekte sind ebenfalls genannt.
Ausbauphasen von Flughäfen sind nicht gelistet, sofern es sich nicht um weitreichenden Ausbau z. B. Umwandlung eines Militärflugplatzes in Zivilflughafen, handelt.

## Aktuelle Flughafenprojekte
Stand: Juli 2018

### Afrika
| Staat        | Standort                   | Flughafenprojekt                                       | Planungsbeginn | Baubeginn | Bauende (geplant) | Projekt-/Baukosten (in Mio.) | Nutzung       | Erstkapazität (Mio. PAX/Jahr) |
| ------------ | -------------------------- | ------------------------------------------------------ | -------------- | --------- | ----------------- | ---------------------------- | ------------- | ----------------------------- |
| Äthiopien    | Addis Abeba                | New Addis Ababa International Airport                  | 2014           |           | 2025              | 2.500 USD                    | international | 120                           |
| Äthiopien    | Bishoftu                   | Bishoftu International Airport                         | 2025           |           |                   | 7800 USD                     | international | 60                            |
| Benin        | Cotonou                    | New Cotonou Airport                                    | 2018           |           |                   | 685 USD                      | international | 1,6                           |
| Burkina Faso | Ouagadougou                | Ouagadougou-Donsin Airport                             | 2013           |           |                   | 453 USD                      | international |                               |
| Dschibuti    | Ali Sabieh                 | Ali-Sabieh Hassan Gouled Aptidon International Airport |                | 2015      |                   | 599 USD                      | international | 1,5                           |
| Gabun        | Libreville                 | New Libreville International Airport                   |                |           |                   |                              | international | 3,75                          |
| Kenia        | Konza                      | Konza International Airport                            | 2016           |           |                   |                              | international |                               |
| Malawi       | Blantyre                   | New Blantyre (Chileka) Airport                         | 2015           |           |                   | 250 USD                      | international |                               |
| Malawi       | Mzuzu                      | New Mzuzu Airport                                      | 2015           |           |                   | 20 USD                       |               |                               |
| Mosambik     | Tete                       | New Tete Airport                                       | 2014           |           | 2024[veraltet]    |                              |               |                               |
| Mosambik     | Xai-Xai                    | Xai-Xai Airport                                        | 2012           |           |                   | 60 USD                       |               |                               |
| Nigeria      | Damaturu                   | Damaturu International Airport                         | 2017           |           |                   | 31,4 USD                     | international | Fracht                        |
| Nigeria      | Ido                        | Ido Moshood Kashimawo Olawale Abiola Airport           | 2015           |           |                   | 77,8 USD                     |               |                               |
| Nigeria      | Makurdi                    | New Makurdi/Benue Cargo Airport                        | 2016           |           |                   | 190,5 USD                    |               |                               |
| Nigeria      | Umueri                     | Umueri Cargo Airport                                   | 2015           | 2017      |                   | 2.000 USD                    |               | Fracht                        |
| Nigeria      | Yenagoa                    | Yenagoa Bayelsa Airport                                | 2016           |           |                   | 153 USD                      |               |                               |
| Ruanda       | Kigali                     | Bugesera International Airport                         | 2013           | 2016      |                   | 1.300 USD                    |               | 1,8                           |
| Sambia       | Ndola                      | New Ndola/Copperbelt International Airport             | 2014           |           |                   | 522 USD                      |               | 1                             |
| Südafrika    | Scottburgh                 | Scottburgh Airport                                     | 2015           |           |                   | 461,8 USD                    |               |                               |
| Tansania     | Dodoma                     | New Dodoma Msalato International Airport               | 2011           |           |                   | 1.500 USD                    | international |                               |
| Tunesien     | Tunis                      | New Tunis Bizerte Airport                              | 2018           |           | 2031              | 844 USD                      | international |                               |
| Uganda       | Hoima                      | Hoima Kabaale Parish International Airport             | 2016           |           |                   | 309 USD                      | international |                               |
| Uganda       | Kidepo-Valley-Nationalpark | internationaler Flughafen                              | 2024           |           |                   |                              | international |                               |
| Sambia       | Choma                      | Choma Airport                                          |                | 2016      |                   |                              |               |                               |

### Asien

#### Nord- und Zentralasien
| Staat         | Standort        | Flughafenprojekt                      | Planungsbeginn | Baubeginn | Bauende (geplant) | Projekt-/Baukosten (in Mio.) | Nutzung       | Erstkapazität (Mio. PAX/Jahr) |
| ------------- | --------------- | ------------------------------------- | -------------- | --------- | ----------------- | ---------------------------- | ------------- | ----------------------------- |
| Aserbaidschan | Baku            | New Baku International Airport        | 2016           |           | 2036              |                              | international |                               |
| Kasachstan    | Almaty          | New Almaty Airport                    | 2015           |           |                   |                              | international | 10                            |
| Kasachstan    | Kenderli        | Kenderli Airport                      |                | 2013      |                   |                              | international |                               |
| Kasachstan    | Ulken Naryn     | Ulken Naryn Airport                   | 2015           |           |                   |                              |               |                               |
| Russland      | Irkutsk         | New Irkutsk Airport                   | 2014           |           |                   | 389 USD                      |               | 5                             |
| Russland      | Kubinka         | Kubinka Airport                       | 2015           |           |                   |                              |               |                               |
| Russland      | Moskau          | Ulagansky Region Airport              | 2015           |           |                   |                              |               |                               |
| Russland      | Omsk            | New Omsk Fedorovka Airport            | 2013           |           |                   | 268,1 USD                    |               | 3                             |
| Russland      | Saratow         | New Saratov (Gagarin) Airport         | 2014           |           |                   | 406,1                        |               | 1                             |
| Russland      | Siwerski        | Siverskij Airport                     |                |           |                   |                              |               |                               |
| Russland      | Weliki Nowgorod | Veliky Novgorod Krechevitsy Airport   |                |           |                   | 44,6                         |               | 0,5                           |
| Russland      | Yakutsk         | New Yakutsk Airport                   |                | 2015      |                   | 198,8                        |               |                               |
| Turkmenistan  | Garabogaz       | Garabogaz Airport                     |                |           |                   |                              |               | 0,5                           |
| Turkmenistan  | Turkmenabad     | New Turkmenabad International Airport | 2018           |           |                   |                              | international | 2,5                           |

#### Ostasien
| Staat       | Standort     | Flughafenprojekt                        | Planungsbeginn | Baubeginn | Bauende (geplant) | Projekt-/Baukosten (in Mio.) | Nutzung       | Erstkapazität (Mio. PAX/Jahr) |
| ----------- | ------------ | --------------------------------------- | -------------- | --------- | ----------------- | ---------------------------- | ------------- | ----------------------------- |
| China, V.R. | Ankang       | Ankang Wulipu Airport                   |                | 2016      |                   | 235 USD                      | international | 0,3                           |
| China, V.R. | Bozhou       | Bozhou Airport                          | 2017           | 2019      |                   |                              |               |                               |
| China, V.R. | Chenzhou     | Chenzhou Beihu Airport                  |                |           |                   | 295 USD                      |               | 0,55                          |
| China, V.R. | Chongqing    | Chongqing Wulong Xiannushan Airport     |                | 2017      |                   | 246,6 USD                    |               | 0,6                           |
| China, V.R. | Chongqing    | New Chongqing Jiangbei Airport          |                | 2017      |                   | 141,7 USD                    |               |                               |
| China, V.R. | Dalian       | Dalian Jinzhouwan International Airport | 2005           |           |                   | 4.300 USD                    |               | 20                            |
| China, V.R. | Danzhou      | Danzhou Airport                         | 2016           |           |                   |                              |               |                               |
| China, V.R. | Dazhou       | New Dazhou Airport                      | 2015           |           |                   | 250 USD                      |               | 0,85                          |
| China, V.R. | Deqing       | Deqing Moganshan Airport                |                |           |                   |                              |               |                               |
| China, V.R. | Ezhou        | Ezhou Airport                           |                | 2017      |                   | 5.900 USD                    | international | 1,5                           |
| China, V.R. | Foshan       | New Foshan Airport                      | 2014           |           |                   | 5.100 USD                    | international | 30                            |
| China, V.R. | Guangzhou    | New Guangzhou Airport                   | 2013           |           |                   |                              |               |                               |
| China, V.R. | Hancheng     | Hancheng Heyang Airport                 |                | 2016      |                   | 53,1 USD                     |               |                               |
| China, V.R. | Hefei        | New Hefei Airport                       | 2014           |           |                   |                              |               |                               |
| China, V.R. | Heze         | Heze Airport                            | 2015           |           |                   |                              |               | 1                             |
| China, V.R. | Honghe       | Honghe Mengzi Airport                   |                | 2013      |                   |                              |               |                               |
| China, V.R. | Hohhot       | New Hohhot Airport                      | 2015           |           |                   | 3.800 USD                    | international | 30                            |
| China, V.R. | Jiaxing      | Jiaxing Airport                         |                | 2010      |                   |                              |               | 0,5                           |
| China, V.R. | Kangbao      | Kangbao Airport                         |                |           | 2026              |                              |               |                               |
| China, V.R. | Lianyungang  | New Lianyungang Airport                 | 2016           |           |                   |                              |               | 1,5                           |
| China, V.R. | Liaocheng    | Liaocheng Airport                       | 2016           |           |                   | 230 USD                      |               |                               |
| China, V.R. | Lishui       | Lishui Airport                          |                |           |                   | 172,3 USD                    |               |                               |
| China, V.R. | Luzhou       | Luzhou Yunlong Airport                  | 2013           |           |                   | 432,8 USD                    |               | 2,6                           |
| China, V.R. | Nujiang      | Nujiang Airport                         |                |           |                   | 391,1 USD                    |               |                               |
| China, V.R. | Pingdingshan | Pingdingshan Yaoshan Airport            | 2016           |           |                   | 231 USD                      |               | 1                             |
| China, V.R. | Pingliang    | Pingliang Airport                       | 2016           |           |                   |                              |               |                               |
| China, V.R. | Qingdao      | Qingdao Jiaodong International Airport  | 2014           | 2017      |                   | 143,1 USD                    |               | 35                            |
| China, V.R. | Ruijin       | Ruijin Airport                          | 2014           | 2017      |                   | 161 USD                      |               | 0,5                           |
| China, V.R. | Sanya        | New Sanya Airport                       |                |           |                   | 163 USD                      |               | 38                            |
| China, V.R. | Shanghai     | New Shanghai Airport                    | 2017           |           |                   |                              |               |                               |
| China, V.R. | Suzhou       | Suzhou Civil Airport                    | 2016           |           |                   |                              |               |                               |
| China, V.R. | Suifenhe     | Suifenhe Airport                        | 2015           | 2017      |                   | 174 USD                      |               | 0,45                          |
| China, V.R. | Tumxuk       | Tu Mu Shuk Airport                      | 2017           |           |                   |                              |               |                               |
| China, V.R. | Weining      | Weining Airport                         | 2017           |           |                   |                              |               | 0,35                          |
| China, V.R. | Wuhan        | Wuhan Caidan General Aviation Airport   |                |           |                   |                              |               |                               |
| China, V.R. | Wuhu         | Wuhu Xuancheng Airport                  | 2015           |           |                   |                              | 232,3 USD     | 1,2                           |
| China, V.R. | Wushan       | Chongqing Wushan (Shennufeng) Airport   |                |           |                   | 264,1 USD                    |               | 0,28                          |
| China, V.R. | Wuyishan     | New Wuyishan Airport                    | 2015           |           | 2026              |                              |               | 2,5                           |
| China, V.R. | Xiamen       | Xiamen Xiangan Airport                  | 2014           |           |                   |                              | 2.100 USD     | 45                            |
| China, V.R. | Xinyang      | Xinyang Huangchuan Airport              |                |           |                   |                              |               |                               |
| China, V.R. | Yibin        | Yibin Wuliangye Airport                 |                |           |                   |                              | 171,9 USD     | 0,8                           |
| China, V.R. | Yueyang      | Yueyang Airport                         | 2015           |           |                   |                              | 171,9 USD     | 0,6                           |
| China, V.R. | Yulin        | New Yulin Airport                       |                | 2016      |                   | 215 USD                      |               | 0,74                          |
| China, V.R. | Yutian       | Yutian Airport                          |                |           |                   |                              | 2.014 USD     | 0,18                          |
| China, V.R. | Zhanjiang    | New Zhanjiang Airport                   | 2014           |           |                   | 379,6 USD                    |               |                               |
| Südkorea    | Busan        | New Busan Airport                       | 2016           |           | 2024[veraltet]    |                              |               |                               |
| Südkorea    | Daegu        | New Daegu Airport                       | 2016           |           |                   | 5.200 USD                    |               |                               |
| Südkorea    | Heuksan      | Heuksan Airport                         | 2015           |           | 2025              | 149 USD                      |               |                               |
| Südkorea    | Jeju         | New Jeju Airport                        | 2015           |           | 2026              | 3.600 USD                    |               |                               |
| Südkorea    | Saemangeum   | Saemangeum International Airport        |                |           |                   |                              | international | 0,67                          |
| Südkorea    | Seoul        | Baekryeongdo Island Airport             |                | 2020      | 2025              |                              |               |                               |
| Südkorea    | Ulleungdo    | Ulleungdo Island Airport                |                |           |                   | 440 USD                      |               |                               |

#### Südostasien
| Staat       | Standort          | Flughafenprojekt                               | Planungsbeginn | Baubeginn | Bauende (geplant) | Projekt-/Baukosten (in Mio.) | Nutzung       | Erstkapazität (Mio. PAX/Jahr) |
| ----------- | ----------------- | ---------------------------------------------- | -------------- | --------- | ----------------- | ---------------------------- | ------------- | ----------------------------- |
| Indonesien  | Bali Buleleng     | Bali Buleleng Airport                          | 2015           |           |                   | 3.700 USD                    |               |                               |
| Indonesien  | Balirangen        | Balirangen Pihise Airport                      |                |           |                   |                              |               |                               |
| Indonesien  | Bintan            | New Bintan (Singapore) Airport                 | 2014           |           |                   | 150 USD                      |               | 1                             |
| Indonesien  | Bengkulu          | New Bengkulu Airport                           | 2014           |           |                   |                              |               |                               |
| Indonesien  | Bukit Malintang   | Bukit Malintang Airport                        |                | 2016      |                   |                              |               |                               |
| Indonesien  | Bulukumba         | Bulukumba Airport                              |                |           |                   | 295 USD                      |               |                               |
| Indonesien  | Fak-Fak           | New Fakfak Jacob Pattipi Airport               | 2015           |           |                   |                              |               |                               |
| Indonesien  | Jakarta           | Andonara Island Airport                        |                | 2016      |                   |                              |               |                               |
| Indonesien  | Jakarta           | New Jakarta Airport                            | 2013           |           |                   |                              | international | 70                            |
| Indonesien  | Kangean           | Kangean Island Airport                         | 2015           | 2016      |                   | 1,4 USD                      |               |                               |
| Indonesien  | Kediri            | Kediri Airport                                 | 2015           | 2017      |                   | 112 USD                      |               |                               |
| Indonesien  | Kupang            | New Kupang Airport                             | 2015           |           |                   |                              |               |                               |
| Indonesien  | Muara Teweh       | Muara Teweh Airport                            | 2015           |           |                   |                              |               |                               |
| Indonesien  | Nabire            | New Nabire Airport                             |                |           |                   |                              |               |                               |
| Indonesien  | Oba               | Oba Airport                                    | 2015           |           |                   |                              |               |                               |
| Indonesien  | Pagai             | Pagai Airport                                  |                |           |                   |                              |               |                               |
| Indonesien  | Pandeglang        | South Banten Airport                           | 2010           |           |                   |                              |               |                               |
| Indonesien  | Purbalingga       | Purbalingga Wirasaba Airport                   | 2015           |           |                   | 28,9 USD                     |               | 0,3                           |
| Indonesien  | Sukabumi          | Sukabumi Airport                               | 2015           |           |                   | 119 USD                      |               |                               |
| Indonesien  | Tana Toraja       | Tana Toraja Buntu Kuni Airport                 |                |           |                   | 218 USD                      |               |                               |
| Indonesien  | West Kotawaringin | West Kotawaringin Airport                      | 2015           |           |                   | 67 USD                       |               |                               |
| Indonesien  | Wondama Bay       | New Margono Airport                            | 2016           | 2017      |                   |                              |               |                               |
| Indonesien  | Yogyakarta        | Kulon Progo Airport                            | 2014           |           |                   | 808 USD                      |               | 15                            |
| Kambodscha  | Koh Kong          | Koh Kong International Airport                 | 2016           | 2018      |                   | 350 USD                      | international | 10                            |
| Kambodscha  | Phnom Penh        | New Phnom Penh Airport                         | 2016           |           | 2026              | 1.500 USD                    | international |                               |
| Kambodscha  | Siem Reap         | Siem Reap New International Airport            | 2010           |           |                   | 1.000 USD                    | international | 10                            |
| Laos        | Nong Khang        | Nong Khang Airport                             | 2013           |           |                   | 74 USD                       |               | 0,1                           |
| Laos        | Tonpheung         | Bokeo Tonpheung International Airport          | 2015           |           |                   | 100 USD                      |               |                               |
| Laos        | Vientiane         | New Vientiane International Airport            | 2015           |           | 2031              |                              |               |                               |
| Malaysia    | Kuala Lumpur      | Chuping Airport                                | 2015           |           |                   |                              |               |                               |
| Malaysia    | Seri Iskandar     | Seri Iskandar (Perak) Airport                  |                |           |                   | 357 USD                      |               |                               |
| Myanmar     | Bago              | Hanthawaddy International Airport              | 2013           |           |                   | 1.500 USD                    | international | 12                            |
| Myanmar     | Falam             | Falam Surbung Airport                          | 2015           |           |                   |                              |               |                               |
| Myanmar     | Hakha             | Hakha Airport                                  | 2016           |           |                   |                              |               |                               |
| Myanmar     | Mrauk U           | Mrauk U Airport                                | 2016           |           |                   | 19,7 USD                     |               |                               |
| Myanmar     | Rangun            | New South Yangon Airport                       | 2016           |           |                   |                              |               |                               |
| Philippinen | Bohol             | Bohol Airport                                  | 2013           | 2015      |                   | 163 USD                      |               | 1,7                           |
| Philippinen | Legazpi           | Bicol International Airport                    | 2014           |           |                   | 38 USD                       | international | 2,15                          |
| Philippinen | Manila            | New Manila Airport                             |                |           | 2026              | 14.000 USD                   | international | 100                           |
| Philippinen | Samal             | Samal Island Airport                           | 2015           |           |                   |                              |               |                               |
| Philippinen | Thitu             | Thitu Island Airport                           |                |           |                   |                              |               |                               |
| Thailand    | Betong            | Betong Airport                                 | 2015           | 2017      |                   | 52,9 USD                     |               |                               |
| Thailand    | Chiang Mai        | New Chiang Mai Airport                         | 2018           |           | 2026              | 1.850 USD                    |               |                               |
| Thailand    | Phuket            | New Phuket International Airport               | 2018           |           | 2026              | 3.700 USD                    | international |                               |
| Thailand    | Lampang           | Lampang Queen Jammathewi International Airport | 2016           |           |                   |                              | international |                               |
| Vietnam     | Ho-Chi-Minh       | Long Thanh International Airport               | 2013           |           | 2024[veraltet]    | 219,4 USD                    | international | 20                            |
| Vietnam     | Lai Châu          | Lai Chau Province Airport                      | 2016           |           |                   |                              |               | 0,4                           |
| Vietnam     | Lào Cai           | Lao Cai Airport                                | 2016           |           |                   | 255 USD                      |               | 0,56                          |
| Vietnam     | Phan Thiet        | Phan Thiet Airport                             |                | 2013      |                   | 247 USD                      |               | 0,5                           |

#### Vorderasien
| Staat                        | Standort       | Flughafenprojekt                   | Planungsbeginn | Baubeginn | Bauende (geplant) | Projekt-/Baukosten (in Mio.) | Nutzung       | Erstkapazität (Mio. PAX/Jahr) |
| ---------------------------- | -------------- | ---------------------------------- | -------------- | --------- | ----------------- | ---------------------------- | ------------- | ----------------------------- |
| Bahrain                      | Fasht al-Jarim | New Bahrain Airport                | 2014           |           |                   |                              |               |                               |
| Irak                         | Kirkuk         | Hurriyah Airport                   |                | 2015      |                   |                              |               |                               |
| Iran                         | Ahwaz          | New Ahwaz Airport                  | 2016           |           |                   | 507 USD                      | international |                               |
| Iran                         | Bushehr        | New Bushehr Airport                |                |           |                   | 435,17 USD                   |               |                               |
| Iran                         | Qom            | Qom International Airport          | 2014           |           |                   | 3.200 USD                    | international |                               |
| Iran                         | Tschahbahar    | New Chah-Bahar Airport             | 2017           |           |                   |                              |               |                               |
| Israel                       | Tel-Aviv       | New Tel Aviv Airport               | 2016           |           |                   |                              | international |                               |
| Jordanien                    | Mafraq         | Mafraq Airport                     |                |           |                   |                              | international | Fracht                        |
| Oman                         | Duqm           | Duqm Airport                       | 2013           | 2015      |                   | 94,2 USD                     |               | 0,5                           |
| Oman                         | Musandam       | Musandam Airport                   | 2015           |           |                   |                              |               |                               |
| Oman                         | Ras al-Hadd    | Ras Al Hadd Airport                | 2013           |           |                   |                              |               | 0,5                           |
| Pakistan                     | Gwadar         | New Gwadar Airport                 | 2013           | 2018      |                   | 246 USD                      | international |                               |
| Saudi-Arabien                | Mekka          | Mecca Al-Faisaliah Airport         | 2017           |           |                   |                              | international | 0,5                           |
| Saudi-Arabien                | Mekka          | Al Qunfotha Airport                |                |           |                   |                              | international | 0,5                           |
| Syrien                       | Damaskus       | New Damascus International Airport | 2017           |           |                   |                              | international |                               |
| Türkei                       | Aliağa         | Kuzey İzmir Havalimanı             | 2024           |           |                   |                              |               |                               |
| Türkei                       | Çeşme          | Ekrem Pakdemirli Havalimanı        | 2018           |           |                   |                              |               |                               |
| Türkei                       | Gümüşhane      | Flughafen Gümüşhane-Bayburt        | 2016           | 2018      | 2024[veraltet]    | 73,8 USD                     |               |                               |
| Türkei                       | Karaman        | Karaman Havalimanı                 | 2016           |           |                   |                              |               |                               |
| Türkei                       | Kaş            | Kaş-Demre Batı Antalya Havalimanı  | 2015           |           |                   |                              |               |                               |
| Türkei                       | Yozgat         | Flughafen Yozgat                   |                | 2018      |                   |                              |               |                               |
| Vereinigte Arabische Emirate | Ajman          | Ajman International Airport        |                | 2016      |                   | 600 USD                      | international | 1                             |

#### Südasien
| Staat       | Standort       | Flughafenprojekt                               | Planungsbeginn | Baubeginn | Bauende (geplant) | Projekt-/Baukosten (in Mio.) | Nutzung       | Erstkapazität (Mio. PAX/Jahr) |
| ----------- | -------------- | ---------------------------------------------- | -------------- | --------- | ----------------- | ---------------------------- | ------------- | ----------------------------- |
| Bangladesch | Dhaka          | Bangabandhu Sheikh Mujib International Airport | 2009           |           | 2026              | 6.400 USD                    | international |                               |
| Bangladesch | Rampal         | Rampal Khan Jahan Ali Airport                  | 2015           |           |                   | 70 USD                       |               |                               |
| Indien      | Adilabad       | Telangana Adilabad Airport                     | 2015           |           |                   |                              |               |                               |
| Indien      | Ahmedabad      | Ahmedabad Dholera International Airport        |                | 2017      |                   | 1.600 USD                    | international |                               |
| Indien      | Bhogapuram     | Bhogapuram Airport                             | 2015           |           |                   | 406 USD                      | international | 6,3                           |
| Indien      | Bihta          | Bihta Airport                                  |                |           |                   | 124,3 USD                    |               |                               |
| Indien      | Bhubaneswar    | New Bhubaneswar Airport                        | 2017           |           |                   |                              |               |                               |
| Indien      | Chandigarh     | New Kullu Airport                              | 2015           |           |                   |                              |               |                               |
| Indien      | Chennai        | New Chennai Airport                            | 2015           |           | 2028              |                              | international |                               |
| Indien      | Cheruvally     | Cheruvally Sabarimala Airport                  | 2016           |           |                   |                              |               |                               |
| Indien      | Chikkamagaluru | Chikkamagaluru Airport                         | 2015           |           |                   | 2,3 USD                      |               |                               |
| Indien      | Delhi          | New Greater Delhi Airport/Second Delhi Airport | 2015           |           |                   | 468 USD                      |               | 50                            |
| Indien      | Delhi          | Ahmedabad Dholera International Airport        |                | 2017      |                   | 1.600 USD                    | international |                               |
| Indien      | Goa            | Goa Mopa Airport                               | 2013           | 2016      |                   | 552 USD                      |               | 5                             |
| Indien      | Hassan         | Hassan Airport                                 | 2015           |           |                   | 123,6 USD                    |               |                               |
| Indien      | Hazaribagh     | Hazaribagh Nawanwan Airport                    |                |           |                   | 29,7 USD                     |               |                               |
| Indien      | Itanagar       | Itanagar Holongi Airport                       | 2014           |           |                   | 98,2 USD                     |               |                               |
| Indien      | Jaipur         | New Jaipur Shivdaspura Airport                 | 2016           |           |                   |                              |               |                               |
| Indien      | Jakranpally    | New Jakranpally Airport                        | 2013           |           |                   |                              |               |                               |
| Indien      | Karaikal       | Karaikal Airport                               | 2012           |           |                   |                              |               |                               |
| Indien      | Karwar         | Karwar Airport                                 | 2016           |           |                   |                              |               | 2,3                           |
| Indien      | Khammam        | Khammam Airport                                | 2016           |           |                   |                              |               |                               |
| Indien      | Khordha        | Khordha International Airport                  | 2014           |           |                   |                              | international |                               |
| Indien      | Konni          | Konni Airport                                  |                |           |                   | 298,5 USD                    | international |                               |
| Indien      | Kunda          | Kunda Deoghar Airport                          | 2015           | 2018      |                   | 59,1 USD                     |               | 1                             |
| Indien      | Kushalanagar   | Kushalanagar Airport                           |                |           |                   | 2,3 USD                      |               |                               |
| Indien      | Kushinagar     | Kushinagar International Airport               | 2012           |           |                   | 57 USD                       | international |                               |
| Indien      | Lolak          | Lolak Airport                                  | 2015           |           |                   | 4 USD                        |               |                               |
| Indien      | Mattanur       | Kannur International Airport                   | 2013           |           |                   | 294,7 USD                    | international | 4,67                          |
| Indien      | Minicoy Island | Minicoy Island Airport                         | 2017           |           |                   |                              |               |                               |
| Indien      | Mumbai         | Navi Mumbai International Airport              | 2013           |           |                   | 2.359 USD                    |               | 10                            |
| Indien      | Nellore        | Nellore (Dagadarthi) Airport                   | 2014           |           |                   | 57,96 USD                    |               | 2                             |
| Indien      | Nizamabad      | Nizamabad Airport                              | 2016           |           |                   |                              |               |                               |
| Indien      | Oravakal       | Oravakal Airport                               | 2015           | 2017      |                   | 34,6 USD                     | international | 1,45                          |
| Indien      | Pune           | New Pune International Airport                 | 20163          |           |                   | 2.100 USD                    | international |                               |
| Indien      | Raichur        | Raichur Airport                                | 2015           |           |                   | 2,3 USD                      |               |                               |
| Indien      | Rajgir         | Rajgir Nalanda Airport                         |                |           |                   |                              |               |                               |
| Indien      | Rajkot         | New Rajkot International Airport               | 2016           |           |                   | 51,3 USD                     | international |                               |
| Indien      | Sindhudurg     | Sindhudurg Airport                             | 2015           |           |                   | 77,8 USD                     |               | 1,2                           |
| Indien      | Thiruvambady   | Thiruvambady International Airport             | 2017           |           |                   |                              | international |                               |
| Indien      | Tawang         | Tawang Airport                                 |                |           |                   |                              |               |                               |
| Indien      | Vijayapura     | Vijayapura Airport                             | 2015           |           |                   | 23,2 USD                     |               |                               |
| Indien      | Vijayawada     | New Vijayawada Amaravati Airport               | 2015           |           |                   |                              |               |                               |
| Malediven   | Nilandhoo      | Faafu Nilandhoo Airport                        |                |           |                   | 40 USD                       |               |                               |
| Malediven   | Fainu Island   | Fainu Airport                                  |                | 2018      |                   |                              |               |                               |
| Malediven   | Hoarafushi     | Hoarafushi Airport                             | 2018           |           |                   |                              |               |                               |
| Malediven   | Kulhudhuffushi | Kulhudhuffushi Airport                         | 2017           | 2017      |                   | 3,3 USD                      |               |                               |
| Malediven   | Maafaru        | Maafaru Airport                                |                |           |                   | 60 USD                       |               |                               |
| Malediven   | Maavarulu      | Maavarulu Airport                              | 2016           |           |                   |                              |               |                               |
| Malediven   | Madivaru       | Madivaru Airport                               | 2016           |           |                   | 8 USD                        |               |                               |
| Nepal       | Argha          | Argha Bhagwati Airport                         |                | 2017      |                   | 8 USD                        |               |                               |
| Nepal       | Ilam           | Falgunand Sukilumba Airport                    |                |           |                   | 0,66 USD                     |               |                               |
| Nepal       | Nagidanda      | Nagidanda Kavre Airport                        | 2018           |           | 2024[veraltet]    | 91,3 USD                     |               |                               |
| Nepal       | Nijgadh        | Nijgadh/Dhumberwana International Airport      | 2014           |           |                   | 46,2 USD                     | international | 15                            |
| Nepal       | Pokhara        | New Pokhara Airport                            | 2013           |           |                   | 305 USD                      |               | 1                             |

### Australien und Ozeanien
| Staat      | Standort  | Flughafenprojekt                            | Planungsbeginn | Baubeginn | Bauende (geplant) | Projekt-/Baukosten (in Mio.) | Nutzung       | Erstkapazität (Mio. PAX/Jahr) |
| ---------- | --------- | ------------------------------------------- | -------------- | --------- | ----------------- | ---------------------------- | ------------- | ----------------------------- |
| Australien | Melbourne | New Melbourne Airport                       |                |           | 2031              | 3.700 USD                    |               |                               |
| Australien | Sydney    | Western Sydney (Badgerys Creek) Airport     | 2013           |           | 2026              | 4.100 USD                    |               | 10                            |
| Australien | Wyong     | Central Coast Airport                       |                |           |                   | 233 USD                      |               |                               |
| Fidschi    | Labasa    | New Labasa/Vanua Levu International Airport | 2015           |           | 2031              |                              | international |                               |

### Europa
| Staat                   | Standort      | Flughafenprojekt                              | Planungsbeginn | Baubeginn | Bauende (geplant) | Projekt-/Baukosten (in Mio.) | Nutzung       | Erstkapazität (Mio. PAX/Jahr) |
| ----------------------- | ------------- | --------------------------------------------- | -------------- | --------- | ----------------- | ---------------------------- | ------------- | ----------------------------- |
| Albanien                | Vlora         | Flughafen Vlora                               | 2017           | 2021      |                   | 116 USD                      |               |                               |
| Bosnien und Herzegowina | Brcko         | Brcko Airport                                 | 2017           |           |                   | 400 EUR                      |               |                               |
| Georgien                | Omalo         | Omalo Airport                                 | 2016           |           |                   |                              |               |                               |
| Griechenland            | Iraklio       | Kasteli Airport                               | 2016           |           | 2027              | 214 USD                      | international | 11                            |
| Grönland                | Ilulissat     | Ilulissat Airport                             |                |           | 2026              |                              | international |                               |
| Grönland                | Nuuk          | Nuuk International Airport                    |                |           | 2024              |                              | international |                               |
| Grönland                | Qaqortoq      | Qaqortoq Airport                              | 2017           |           | 2026              |                              | international |                               |
| Irland                  | County Offaly | County Offaly International Airport           | 2010           |           |                   | 550 USD                      | international | 2                             |
| Italien                 | Verona        | New Brescia-Verona Airport                    |                |           |                   | 16.682,1 USD                 | international | 100                           |
| Kroatien                | Rab           | Rab Island Airport                            |                |           |                   |                              |               | 0,2                           |
| Norwegen                | Bodø          | New Bodø Airport                              | 2017           |           | 2026              | 718 EUR                      |               |                               |
| Norwegen                | Hadselsanden  | Hadselsanden Airport                          | 2017           |           |                   |                              |               |                               |
| Norwegen                | Mo i Rana     | New Mo I Rana/Helgeland Arctic Circle Airport | 2013           |           | 2030              | 174 USD                      |               |                               |
| Polen                   | Warschau      | Centralny Port Komunikacyjny                  | 2006           | 2021      | 2027              | 7.172,4 USD                  | international | 45                            |
| Polen                   | Suwalki       | Suwalki Airport                               | 2016           |           |                   | 4,5 USD                      |               |                               |
| Portugal                | Lissabon      | New Lisbon (Montijo) Airport                  | 2015           |           |                   |                              | international |                               |
| Rumänien                | Bukarest      | Bucharest South Airport                       |                |           |                   |                              | international | 30                            |
| Rumänien                | Brașov        | Brașov-Ghimbav International Airport          |                |           |                   | 53,5 USD                     | international | 1                             |
| Schweden                | Sälen         | Scandinavian Mountains Airport                | 2014           |           |                   | 38 USD                       |               |                               |
| Schweden                | Uppsala       | Uppsala Airport                               | 2015           |           |                   |                              |               |                               |
| Spanien                 | Huelva        | Huelva Cristobal Colon Airport                | 2015           |           |                   | 92,3 USD                     | international |                               |
| Tschechien              | Prag          | Prague Aero Vodochody Airport                 | 2015           |           |                   |                              |               |                               |
| Ukraine                 | Bila Tserkva  | Bila Tserkva International Airport            | 2018           |           |                   | 63,6 USD                     | international |                               |

### Nord- und Mittelamerika
| Staat              | Standort               | Flughafenprojekt                         | Planungsbeginn | Baubeginn | Bauende (geplant) | Projekt-/Baukosten (in Mio.) | Nutzung       | Erstkapazität (Mio. PAX/Jahr) |
| ------------------ | ---------------------- | ---------------------------------------- | -------------- | --------- | ----------------- | ---------------------------- | ------------- | ----------------------------- |
| Costa Rica         | Orotina                | Orotina San Jose International Airport   | 2014           |           | 2026              | 3.500 USD                    | international | 7,8                           |
| Honduras           | Comayagua              | Palmerola Airport                        | 2014           |           |                   | 163 USD                      | international | 1,4                           |
| Mexiko             | Chalacatepec           | Chalacatepec Airport                     |                |           |                   | 5 USD                        |               |                               |
| Mexiko             | Lázaro Cárdenas        | New Lazaro Cardenas Airport              | 2014           |           |                   |                              |               |                               |
| Mexiko             | Playa del Carmen       | Riviera Maya Airport                     | 2014           |           |                   | 16,5 USD                     |               |                               |
| Nicaragua          | Managua                | San Rafael del Sur Airport               | 2012           |           |                   |                              |               |                               |
| Vereinigte Staaten | Chicago                | Chicago South Suburban Airport (Peotone) | 2014           |           |                   | 1.000 USD                    | international | Fracht                        |
| Vereinigte Staaten | Clewiston              | Airglades International Airport          |                | 2018      |                   | 400 USD                      | international |                               |
| Vereinigte Staaten | Des Moines             | Sioux County Regional Airport            |                | 2015      |                   | 30 USD                       |               |                               |
| Vereinigte Staaten | Oskaloosa (Des Moines) | South Central Regional Airport           | 2015           | 2018      |                   | 35 USD                       |               |                               |

### Südamerika
| Staat     | Standort               | Flughafenprojekt                                   | Planungsbeginn | Baubeginn | Bauende (geplant) | Projekt-/Baukosten (in Mio.) | Nutzung       | Erstkapazität (Mio. PAX/Jahr) |
| --------- | ---------------------- | -------------------------------------------------- | -------------- | --------- | ----------------- | ---------------------------- | ------------- | ----------------------------- |
| Bolivien  | San Ignacio de Velasco | New San Ignacio de Velasquez Airport               | 2015           |           |                   | 28,8 USD                     |               |                               |
| Bolivien  | Trinidad               | New Trinidad Airport                               | 2015           |           |                   | 70 USD                       |               |                               |
| Brasilien | Balneario Barra do Sul | Balneario Barra do Sul Coast International Airport |                |           |                   |                              | international |                               |
| Brasilien | Ilheus                 | Ilheus International Airport                       |                |           |                   | 98 USD                       | international |                               |
| Brasilien | Itajuba                | Itajuba Airport                                    | 2013           |           |                   | 30 USD                       |               |                               |
| Brasilien | Jales                  | Jales Airport                                      |                |           |                   |                              |               |                               |
| Brasilien | Jataí                  | New Jataí Airport                                  |                |           |                   | 15,7 USD                     |               |                               |
| Brasilien | Maceio                 | Maragogi Airport                                   | 2017           |           |                   |                              |               |                               |
| Brasilien | Porto Alegre           | New Porto Alegre Airport                           | 2014           |           | 2030              | 505 USD                      | international | 40                            |
| Brasilien | Rio Grande             | Vila Oliva Serra Gaúcha Airport                    |                |           |                   | 95 USD                       |               |                               |
| Brasilien | São Paulo              | New São Paulo International Airport                | 2014           |           | 2025              | 2.200 USD                    | international | 48                            |
| Brasilien | Vitória da Conquista   | New Vitoria da Conquista Airport                   | 2015           |           |                   | 26,4 USD                     |               |                               |
| Chile     | Colina                 | Colina Peldehue Airport                            | 2016           |           |                   | 17,6 USD                     |               |                               |
| Chile     | Tongoy                 | Tongoy International Airport                       |                | 2017      |                   |                              |               | 15                            |
| Ecuador   | Guayaquil              | Guayaquil Daular International Airport             |                |           | 2025              |                              | international | 16                            |
| Kolumbien | Bogota                 | New Bogota (El Dorado II) Airport                  | 2015           |           |                   | 1.060                        | international | 7,5                           |
| Kolumbien | Cartagena              | New Cartagena Airport                              |                |           | 2025              | 600 USD                      | international | 9                             |
| Peru      | Chachapoyas            | New Chachapoyas Airport                            |                |           |                   | 50 USD                       |               |                               |
| Peru      | Cuzco                  | Internationaler Flughafen Chinchero                | 2013           | 2019      | 2024[veraltet]    | 635 USD                      | international | 5                             |
| Peru      | Nazca                  | Nasca Regional Airport                             |                |           |                   | 20,3 USD                     |               |                               |
| Venezuela | Maracay                | Maracay Hugo Chávez International Airport          | 2013           |           |                   |                              | international |                               |

## Nicht realisierte Flughafenprojekte
| Staat        | Standort           | Flughafenprojekt                            | Planungsbeginn | Planungsende | Anmerkungen                                               |
| ------------ | ------------------ | ------------------------------------------- | -------------- | ------------ | --------------------------------------------------------- |
| Deutschland  | Kaltenkirchen      | Flughafen Kaltenkirchen                     | 1960er         | 2013         | Als Ersatz für den Stadtflughafen in Hamburg geplant      |
| Frankreich   | Nantes             | Nantes Notre-Dame-des-Landes Airport        | 2013           | 2018         | Stattdessen Ausbau bestehender Flughafen                  |
| Mexiko       | Mexiko-Stadt       | New Mexico City International Airport       | 2014           | 2018         | Stattdessen Um-/Ausbau des Militärflugplatzes Santa Lucía |
| Schweiz      | Bern/Solothurn     | Schweizerischer Zentralflughafen Utzenstorf | 1938           | 1945         | Entscheidung zum Bau des Flughafens Zürich-Kloten         |
| Sierra Leone | Mamamah (Freetown) | Mamamah International Airport               | (1973) 2012    | 2018         | Mangelnde Wirtschaftlichkeit                              |
| Vietnam      | An Giang           | An Giang Airport                            | 2013           | 2018         | Ablehnung der Zentralregierung                            |

## Quelle und Weblinks
- Flughafenprojekte; Centre of Aviation (englisch)